# Megachile mixtura
Megachile mixtura är en biart som beskrevs av eardley, R. P. Urban och > 2005. Megachile mixtura ingår i släktet tapetserarbin, och familjen buksamlarbin. Inga underarter finns listade i Catalogue of Life.